# U Šeredů
U Šeredů je přírodní památka ve správních územích obcí Ježená a Vyskytná nad Jihlavou v okrese Jihlava v Kraji Vysočina. Vyhlášena byla v roce 2024 k ochraně komplexu nevápnitých mechových stanovišť, vlhkých pcháčových luk a podhorských smilkových trávníků s výskytem vzácných a ohrožených druhů rostlin (ostřice blešní, všivec lesní a tolije bahenní) a živočichů (vrkoč rašelinný, lovčík vodní a bekasina otavní).

## Historie
Společenstva významných druhů rostlin a živočichů se na lokalitě U Šeredů vyvinula v důsledku dlouhodobého hospodářského využívání. Plocha údolního rašeliniště, prameniště a přilehlých luk sloužila k pastvě nebo jako zdroj sena. S ústupem hospodaření v polovině dvacátého století došlo k degradaci společenstev. V období 2012–2015 bylo místo zařazeno na seznam lokalit projektu Obnova hnízdišť bekasiny otavní, ale v roce 2014 byly sousední hospodářské louky upraveny rozdiskováním, přičemž byly částečně zasaženy pozemky budoucí přírodní památky. Úprava vedla ke změně vodních poměrů a spolu s nevhodně prováděnou sečí dále prohloubila degradaci porostů.
Chráněné území vyhlásil Krajský úřad Kraje Vysočina v kategorii přírodní památka s účinností od 25. ledna 2024.

## Přírodní poměry
Přírodní památka s rozlohou 6,29 hektarů leží v nadmořské výšce 574–584 metrů v Křemešnické vrchovině. Nachází se na rozhraní katastrálních území Ježená a Jiřín v blízkosti samoty U Šeredů.

### Abiotické poměry
Geologické podloží tvoří žula moldanubického plutonu, v údolní nivě překrytá nezpevněnými fluviálními kvartérními sedimenty. V geomorfologickém členění Česka přírodní památka leží v Křemešnické vrchovině, v jejím podcelku Humpolecká vrchovina a okrsku Vyskytenská pahorkatina. Územím protéká Maršovský potok, který patří k povodí Jihlavy.
V rámci Quittovy klasifikace podnebí se přírodní památka nachází v mírně teplé oblastí MT3, pro kterou jsou typické průměrné teploty −3 až −4 °C v lednu a 16–17 °C v červenci. Roční úhrn srážek dosahuje 600–750 milimetrů, počet letních dnů je 20–30 a počet mrazových dnů se pohybuje od 130 do 160.

### Flóra
Při floristickém průzkumu lokality bylo v roce 2014 nalezeno 160 druhů cévnatých rostlin, z nichž se třináct nacházelo na Červeném seznam České republiky a čtyři druhy byly chráněné zákonem.
Početná je populace silně ohroženého všivce lesního (Pedicularis sylvatica) a ostřice dvoumužné (Carex diandra). Dalšími ohroženými druhy cévnatých rostlin jsou vzácně se vyskytující chlupáček myší ouško (Pilosella lactucella), jalovec obecný (Juniperus communis), kozlík dvoudomý (Valeriana dioica), ostřice blešní (Carex pulicaris), ostřice Hartmanova (Carex hartmanii), rozrazil štítkovitý (Veronica scutellata), pastarček potoční (Tephroseris crispa), světlík hajní (Euphrasia nemorosa), tolije bahenní (Parnassia palustris), vachta trojlistá (Menyanthes trifoliata), vrbovka bahenní (Epilobium palustre), vrbovka tmavá (Epilobium obscurum) a zábělník bahenní (Potentilla palustris).
V chráněném území běžně roste šest druhů mechorostů: baňatka Mildeova (Brachythecium mildeanum), měřík vyvýšený (Plagiomnium elatum), vlahovka drnatá (Philonotis caespitosa), lesklec zubatý (Plagiothecium denticulatum), rašeliník Warnstorfův (Sphagnum warnstorfii) a rokýtek vlhkomilný (Amblystegium radicale). Ze vzácnějších druhů byli velmi vzácně nalezeni vlasolistec vlhkomilný (Tomenthypnum nitens) a zelenka hvězdovitá (Campylium stellatum).

### Houby
Kriticky ohroženým druhem houby je na lokalitě vzácně rostoucí voskovka ledková (Hygrocybe nitrata). Kromě ní na místě rostou ohrožené a téměř ohrožené druhy voskovka bažinná (Hygrocybe helobia), voskovka citrónová (Hygrocybe chlorophana) a závojenka šedohnědá (Entoloma porphyrophaeum).

### Fauna
Většina druhů živočichů byla na území přírodní památky zaznamenána v letech 2012–2015. Na lokalitě byl naposledy v roce 2013 nalezen měkkýš vrkoč rašelinný (Vertigo lilljeborgi), což je glaciální relikt vázaný na minerálně chudá rašelinná prameniště. K dalším ohroženým a vzácnějším druhům měkkýšů na lokalitě patři hrachovka prosná (Pisidium milium), kuželík tmavý (Euconulus praticola), hrachovka tupá (Pisidium obtusale), vrkoč mnohozubý (Vertigo antivertigo) a vrkoč rýhovaný (Vertigo substriata).
Z osmi druhů nalezených sekáčů je vzácnějším druhem klepítník členěný (Ischyropsalis hellwigii). Početně jsou v přírodní památce zastoupeny i další druhy bezobratlých. Z pavouků jsou ohroženými druhy slíďák rašeliništní (Piratula uliginosa) a lovčík vodní (Dolomedes fimbriatus). Kromě nich zde žije například plachetnatka různotrnná (Allomengea vidua), pavučenka tečkovaná (Lophomma punctatum), pavučenka Kochova (Walckenaeria kochi), slíďák štětinatý (Trochosa spinipalpis) nebo příčnatka bažinná (Antistea elegans). Ze sedmi druhů zaznamenaných vážek je významnější přítomnost páskovce kroužkovaného (Cordulegaster boltonii). Z dvanácti druhů rovnokřídlých je na lokalitě významnější slabá populace kobylky krátkokřídlé (Metrioptera brachyptera).
Z ploštic v přírodní památce žije ohrožený druh pozemka kozlíková (Acompus rufipes) a ke chráněným druhům brouků patří střevlík Scheidlerův (Carabus scheidleri), krytohlav Cryptocephalus decemmaculatus a vodomil Crenitis punctatostriata. K významným druhům se řadí také potápník Agabus paludosus, slunéčko vřesové (Coccinella Hieroglyphica) a v regionu je výjimečný nosatec Notaris aterrima.
V roce 2013 proběhl průzkum lokality, při němž bylo nalezeno 99 druhů motýlů. Žije zde okáč rosičkový (Erebia medusa), perleťovec dvanáctitečný (Boloria selene), můřička rašelinná (Hypenodes humidalis), světlopáska bahenní (Lithacodia uncula), osenice žlutohnědá (Diarsia florida), píďalka vachtová (Orthonama vittata), pestroskvrnka tmavá (Mniotype adusta) nebo makadlovka běloskvrnná (Parachronistis albiceps).
Mezi běžnější, ale zvláště chráněné, druhy v chráněném území mravenců patří mravenec otročící (Formica fusca) a vzácnější mravenec rašelinný (Formica picea). Kromě dalších druhů blanokřídlých na lokalitě žijí čmelák skalní (Bombus lapidarius), čmelák rolní (Bombus pascuorum), čmelák zemní (Bombus terrestris) a pačmelák ladní (Bombus campestris).
Z ptačích druhů bývá v širším okolí uváděno osmdesát druhů. Přímo v chráněném území v letech 2012–2014 pravidelně hnízdil pouze jeden pár bramborníčka hnědého (Saxicola rubetra). Podle staršího průzkumu na lokalitě ze zvláště chráněných druhů hnízdila také bekasina otavní (Gallinago gallinago), sluka lesní (Scolopax rusticola), křepelka polní (Coturnix coturnix) a ťuhýk obecný (Lanius collurio). Jako loviště přírodní památku využíval krkavec velký (Corvus corax) a ojediněle byli pozorováni čáp černý (Ciconia nigra), lejsek šedý (Muscicapa striata) a koroptev polní (Perdix perdix).

## Ochrana přírody
Předmětem ochrany v přírodní památce je trojice ekosystémů: nevápnitá mechová slatiniště (asi 20 % rozlohy), vlhké pcháčové louky (30 % rozlohy) a podhorské smilkové trávníky (15 % rozlohy). K předmětu ochrany patří také několik druhů cévnatých rostlin (ostřice blešní, všivec lesní a tolije bahenní) a živočichů (vrkoč rašelinný, lovčík vodní a bekasina otavní). Většina stanovišť je do určité míry degradovaná a cílem ochrany je dosažení druhově bohatých porostů s minimálním zastoupením expanzních druhů.